# Nowe Seło (rejon chmielnicki)
Nowe Seło (ukr. Нове Село) – wieś na Ukrainie, w obwodzie chmielnickim, w rejonie chmielnickim, w hromadzie Jarmolińce, nad Uszycą. W 2001 roku liczyła 815 mieszkańców.